# 国立病院機構南京都病院
独立行政法人国立病院機構南京都病院（どくりつぎょうせいほうじん こくりつびょういんきこう みなみきょうとびょういん）は、京都府城陽市にある医療機関。独立行政法人国立病院機構が運営する病院である。旧国立療養所南京都病院。政策医療分野における神経・筋疾患、呼吸器疾患、重症心身障害、長寿医療、成育医療の専門医療施設である。2012年2月に延べ床面積9200㎡の新病棟が竣工し、1-2階は重症心身障害病棟、3-5階は呼吸器外科などの一般病棟となっていて、2階には療育訓練スペースも設けられている。病院の東側に京都府立城陽支援学校が隣接する。

## 沿革
- 1939年2月 - 傷痍軍人京都療養所として開院。
- 1945年12月1日 - 厚生省に移管、国立京都療養所に改称。
- 1975年4月 - 国立療養所南京都病院と改称。
- 2001年1月6日 - 厚生労働省へ移管。
- 2004年4月1日 - 独立行政法人国立病院機構南京都病院に移行。
- 2011年2月 - 新病棟着工[1]。
- 2012年2月11日 - 新病棟完成記念式典を挙行[1]。

## 診療科
- 内科
- 神経内科
- 呼吸器科
- 消化器科
- 循環器科
- 小児科
- 外科
- 整形外科
- 呼吸器外科
- 耳鼻咽喉科
- リハビリテーション科
- 放射線科
- 歯科
- 麻酔科

## 医療機関認定施設
出典
| 日本神経学会専門医教育施設                                                 | 日本老年医学会認定施設                     |
| 日本呼吸器学会認定施設                                                     | 日本外科学会外科專門医制度修練施設         |
| 胸部外科教育施設協議会修練施設（呼吸器外科）                               | 呼吸器外科専門医合同委員会専門研修連携施設 |
| 放射線科專門医修練協力機関                                                 | 日本呼吸器内視鏡学会認定施設               |
| 臨床研修協力施設                                                           | 日本認知症学会教育施設                     |
| 日本医学放射線学会画像診断管理認証施設                                     | 日本神経病理学会認定施設                   |
| 日本臨床神経生理学会認定施設（準教育施設：脳波分野、筋電図・神経伝導分野） |                                            |

## 交通アクセス
- JR奈良線山城青谷駅下車徒歩20分。
  - 当駅または長池駅より青谷方面乗合タクシーに乗車、多賀口にて京都京阪バス（下記路線）に乗り継ぎ、南京都病院下車。
- JR学研都市線京田辺駅・近鉄京都線新田辺駅より京都京阪バス（60B・62B工業団地、62・62C緑苑坂行）南京都病院下車。
- JR奈良線宇治駅または京阪宇治駅より京都京阪バス（180・180B維中前、182緑苑坂、184宇治田原工業団地）に乗車、銘城台にて近鉄新田辺行（60B・62・62B・62C系統）に乗り継ぎ、南京都病院下車。